# Ladislas Poniatowski
Pour les articles homonymes, voir Poniatowski.
Ladislas Poniatowski, né le 10 novembre 1946 à Boulogne-Billancourt (Hauts-de-Seine), est un homme politique français, député, membre du groupe UDF, puis sénateur, membre du groupe UMP.

## Biographie
Ladislas Poniatowski est le fils de Michel Poniatowski et de Gilberte de Chavagnac, ainsi que le frère d'Axel Poniatowski. Cette ascendance fait de lui un prince d'origine polonaise, membre de la famille Poniatowski.
Il épouse en 1971 Constance Guichard, fille d'Olivier Guichard, directrice de la rédaction de Version Femina.
Cadre de profession, il est maire de Quillebeuf-sur-Seine (Eure) de 1977 à 2014, réélu lors des scrutins de 1983, 1989, 1995, 2001 et 2008. Il est conseiller général de l'Eure (canton de Quillebeuf-sur-Seine) entre 1981 et 2014, réélu en 2008.
Après un échec en 1973 dans la septième circonscription des Hauts-de-Seine, Ladislas Poniatowski est élu pour la première fois député de l'Eure en mars 1986, au scrutin proportionnel. Il est ensuite réélu député de la 3e circonscription de l'Eure.
Il est sénateur de l'Eure de 1998 à 2020, mandat renouvelé en 2008 et 2014. Il se représente en 2020 mais en place non-éligible sur liste menée par le ministre des Outre-Mer, Sébastien Lecornu.
Il soutient la candidature de Bruno Le Maire à la présidence de l'UMP en novembre 2012. Il soutient François Fillon pour la primaire présidentielle des Républicains de 2016.
Depuis 2019, il s'occupe de conseil en affaires.

## Mandats

### Mandats nationaux
- député de l'Eure de 1986 à 1998
- sénateur de l'Eure de 1998 à 2020

### Mandats locaux
- maire de Quillebeuf-sur-Seine de 1977 à 2014
- conseiller général de l'Eure (canton de Quillebeuf-sur-Seine) entre 1981 et 2015
- ancien vice-président du conseil général de l'Eure